# 天空之橋721

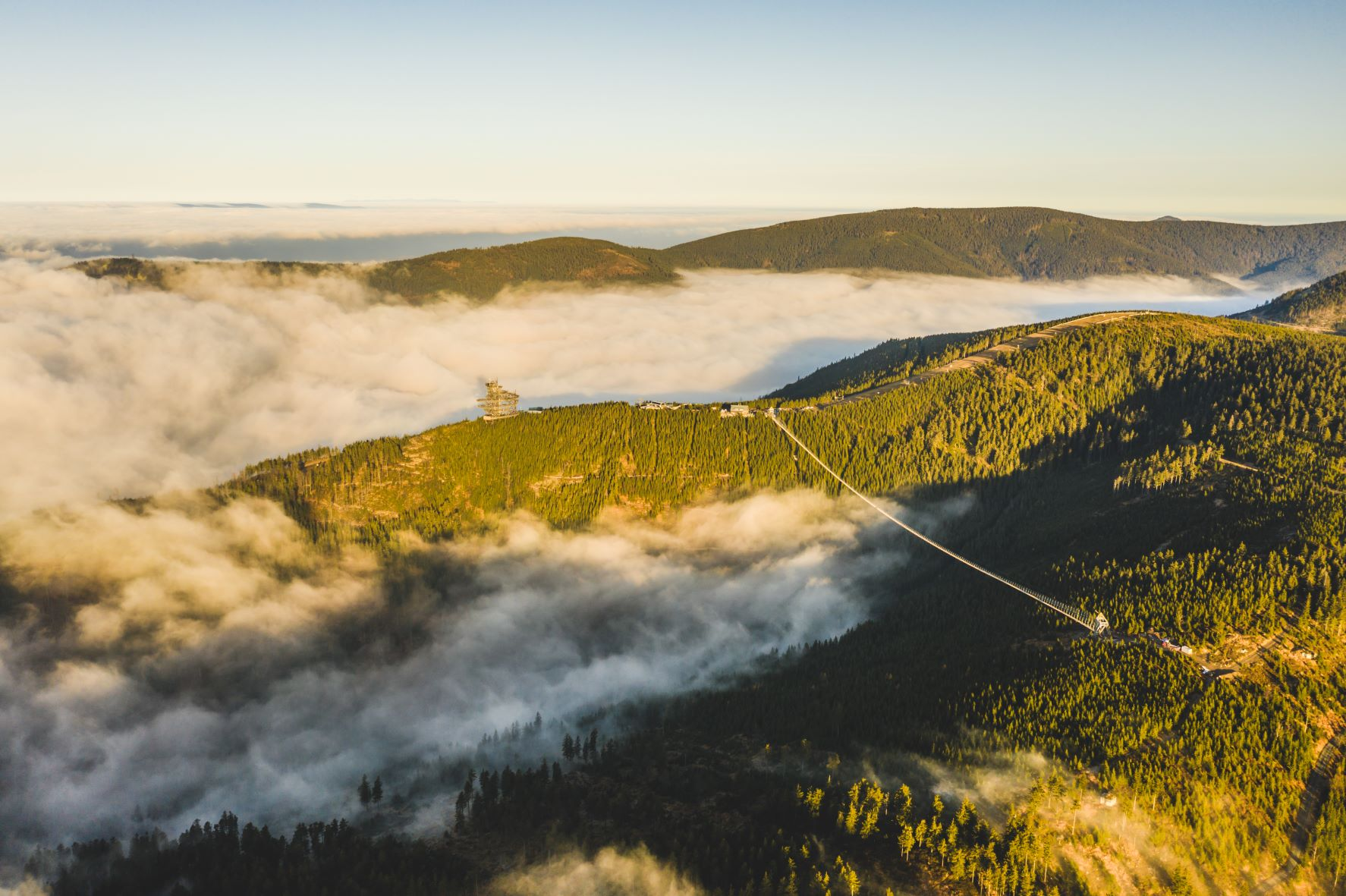
俯瞰天空之橋721

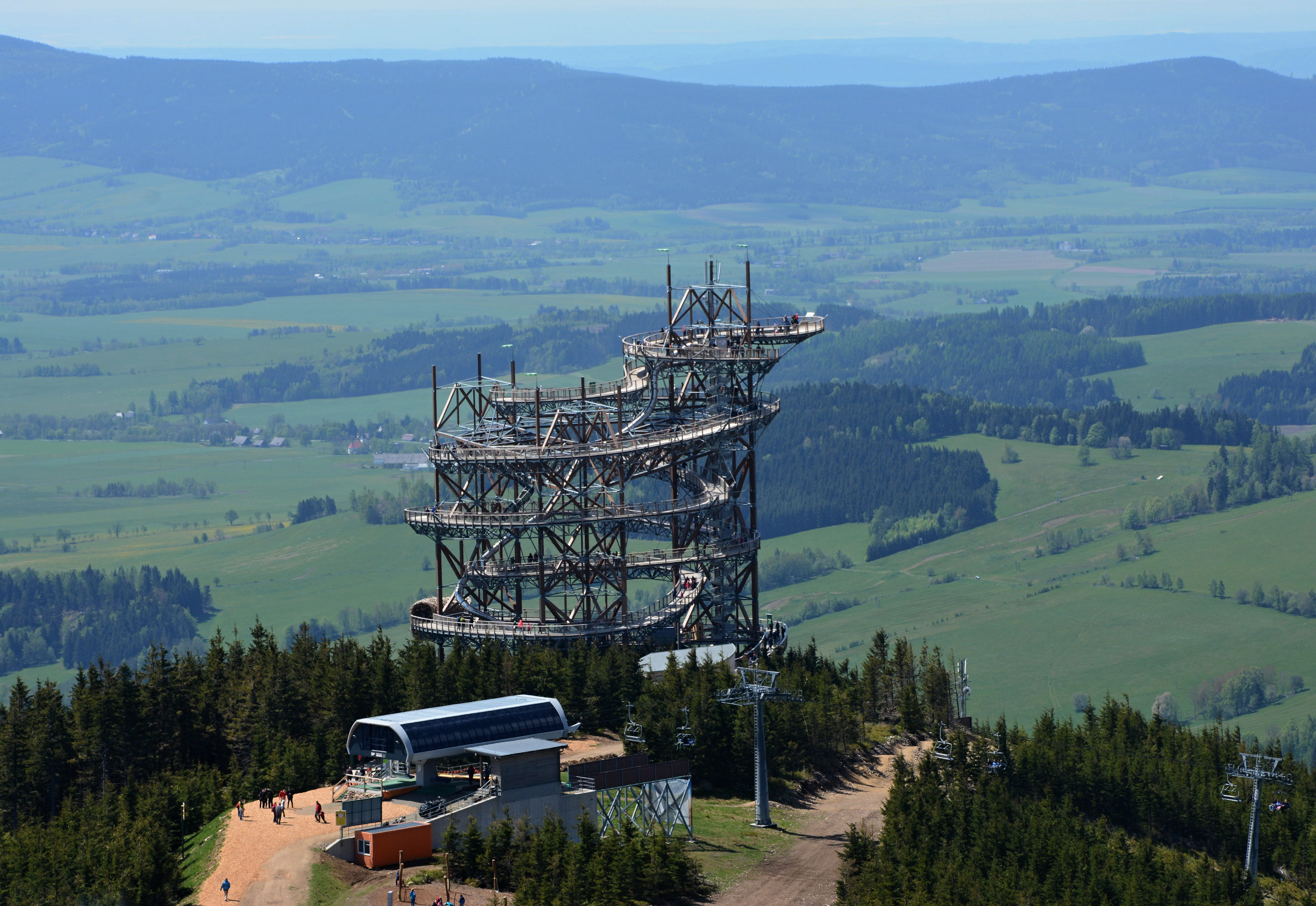
凌雲觀景台

天空之橋721（英語：Sky Bridge 721）是位在捷克帕爾杜比采州下摩拉瓦村的吊橋，長721公尺，距地面最高95公尺。其長度打破之前葡萄牙的阿羅卡516吊橋。
該吊橋位在捷克與波蘭邊境的克拉利采雪山山區，供遊客俯瞰木稜溪景致。橋的兩端分別是海拔1135公尺與1125公尺高，連接雪山斯拉木尼克峰，與雪山禾盧木峰。並在鄰近稜線處設有凌雲觀景台（捷克語：Stezka v oblacích）。

## 歷史
- 2022年5月9日：向媒體公開。
- 2022年5月13日：正式對外開放。

## 周邊相關景點
- 與國營捷克森林（捷克語：Lesy ČR）公司推出的時代之橋擴增實境
- 捷克斯洛伐克1935-1938要塞博物館[4]